# Rosa Mota

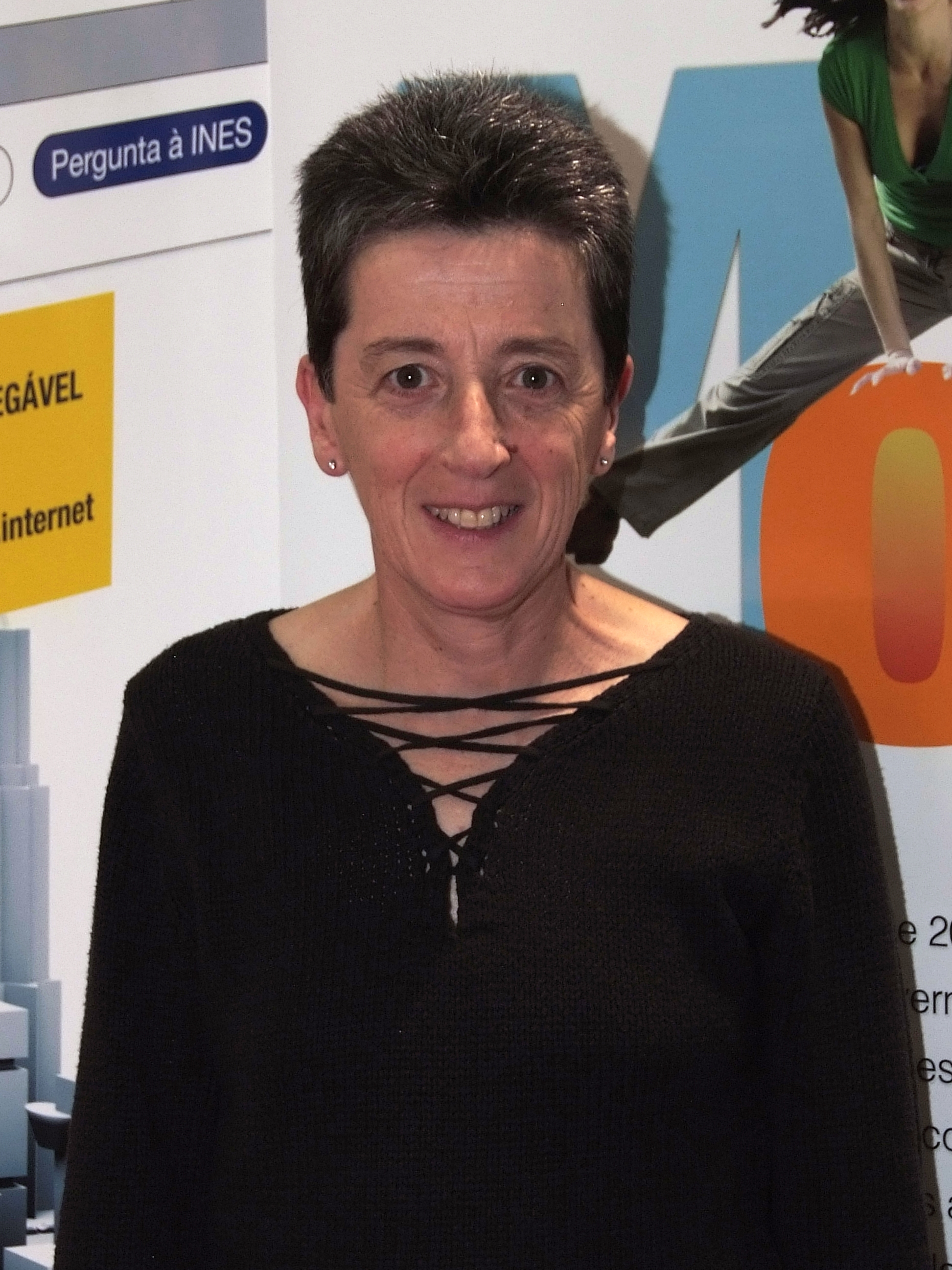
Rosa Mota, 2012

Rosa Mota ([ʁɵzɐ mɵtɐ], Rosa Maria Correia dos Santos Mota; * 29. Juni 1958 in Porto) ist eine ehemalige portugiesische Langstreckenläuferin und Olympiasiegerin.

## Biografie
Mota begann während ihrer Schulzeit, an Crossläufen teilzunehmen. 1980 traf sie Pedro Pedrosa, jenen Mann, der bis zum Ende ihrer Sportkarriere ihr persönlicher Trainer war. Bei den Europameisterschaften 1982 in Athen fand zum ersten Mal bei internationalen Titelkämpfen ein Marathonlauf für Frauen statt. Es war auch Motas erster Marathonlauf überhaupt, bei dem sie die Favoritin Ingrid Kristiansen schlug. Ihren Titel konnte sie bei den Europameisterschaften 1986 in Stuttgart und bei den Europameisterschaften 1990 in Split verteidigen.
Bei den Olympischen Spielen 1984 in Los Angeles gewann sie die Bronzemedaille, ein Jahr später stellte sie beim Chicago-Marathon, den sie in den beiden Vorjahren gewonnen hatte, ihre Bestzeit von 2:23:29 h auf, wurde allerdings nur Dritte hinter Joan Benoit und Ingrid Kristiansen. Bei den Weltmeisterschaften 1987 gewann sie den Marathon mit sieben Minuten Abstand auf die Zweitplatzierte, und bei den Olympischen Spielen 1988 in Seoul krönte sie ihre Karriere mit der olympischen Goldmedaille.
Dreimal gewann sie den Boston-Marathon (1987, 1988 und 1990), einmal den Tokyo International Women’s Marathon (1986), und 1991 gewann sie zum Abschluss ihrer leistungssportlichen Karriere den London-Marathon.
A nossa Rosinha („unsere kleine Rosa“), wie sie manchmal von ihren Landsleuten genannt wird, ist eine der bekanntesten portugiesischen Sportpersönlichkeiten überhaupt, neben Eusébio, Carlos Lopes und Luís Figo. Für ihre Weiterentwicklung von Langdistanz-Trainingsmethoden erhielt sie den Abebe-Bikila-Preis. Vor den Olympischen Spielen 2004 in Athen trug sie ein Stück weit die olympische Fackel. Rosa Mota engagiert sich für verschiedene wohltätige Organisationen und war Mitglied des portugiesischen Parlaments.
Im 2023 stellte sie bei der Straßenlauf-WM in Riga in 1:26:01 h einen Weltrekord in der Altersklasse W65 auf.